# Уильямс, Бенджамин
Бенджамин Уильямс (англ. Benjamin Jon Williams; род. 14 апреля 1977, Канберра) — австралийский футбольный арбитр. Арбитр ФИФА с 2005 года. Один из арбитров чемпионата мира 2014 года.
Дебютировал в качестве главного арбитра матча высшего дивизиона чемпионата Австралии 18 сентября 2005 года. В этом же году получил статус арбитра ФИФА. C 2007 года судит матчи  Лиги чемпионов Азии, в 2012 году судил финал Лиги чемпионов Азии, между клубами «Ульсан Хёндэ» и «Аль-Ахли» (3:0).
В 2012 году был привлечен к судейству матче олимпийского футбольного турнира на играх в Лондоне, одним из обслуживаемых им матчей, в качестве лайнсмена, была игра Великобритания — Сенегал на Олд Траффорде (1:1), в присутствии 75 000 зрителей. Как главный, так и в качестве помощника судил матчи клубного чемпионата мира 2010 года и Кубка Азии 2011 года.
15 января 2014 вместе с двумя помощниками, так же австралийцами, Мэтью Кримом и Хаканом Аназом выбран одним из арбитров чемпионата мира по футболу 2014 года в Бразилии.